# Klaus Lenzke
Klaus Lenzke (* 12. August 1949; † 28. August 2002) war ein deutscher Fußballspieler.

## Karriere
Der aus der eigenen Jugend gekommene Klaus Lenzke spielte seit 1967 bei Bayer 05 Uerdingen. Nach dem Aufstieg 1971 in die Fußball-Regionalliga West absolvierte er im ersten Jahr der Elf aus dem Grotenburg-Stadion 1971/72 zwölf Ligaspiele in der damaligen Zweitklassigkeit. Die Elf von Trainer Klaus Quinkert belegte den siebten Rang.
Nach dem dritten Rang 1972/73 verpasste Bayer im letzten Jahr vor Einführung der 2. Bundesliga, 1973/74, wiederum mit dem dritten Rang, knapp die Qualifikation zur Bundesliga; es wurde mit 51:17 Punkten hinter Wattenscheid 09 und Rot-Weiß Oberhausen Platz drei belegt. Lenzke hatte 18 Spiele bestritten und ein Tor erzielt. Mit Mannschaftskollegen wie Torhüter Manfred Kroke, den Defensivakteuren Norbert Brinkmann, Paul Hahn und Edmund Stieber, Mittelfeldspielern wie Wolfgang Lüttges, Friedhelm Funkel und Hans Sondermann, sowie den Angreifern Peter Falter, Manfred Burgsmüller und Ludwig Lurz hatte der Allrounder Lenzke 18 Regionalligaspiele (1 Tor) beim Erreichen von 32:2 Heimpunkten absolviert. In den drei Regionalligarunden von 1971 bis 1974 hatte er insgesamt 36 Pflichtspiele bestritten (1 Tor).
Somit trat Lenzke mit seinen Mannschaftskollegen in der Saison 1974/75 in der Nordstaffel der 2. Bundesliga an. Er absolvierte unter Trainer Quinkert 13 Spiele, er trug damit zum zweiten Platz hinter Hannover 96 in der Abschlusstabelle bei. Zwar wurde der direkte Aufstieg verpasst, aber durch den zweiten Platz war Bayer für die Relegationsspiele gegen den Vizemeister der Südstaffel, FK Pirmasens, qualifiziert. Im Hinspiel kam Lenzke nicht zum Zuge, das Spiel endete 4:4. Im Rückspiel vor heimischen Kulisse im Grotenburg-Stadion stand er in der Startformation. Nach 24. Spielminuten erzielte er die 1:0-Führung, nach 69. Spielminuten durfte er sich feiern lassen, als Heinz Mostert für ihn eingewechselt wurde, zu diesem Zeitpunkt stand es bereits 5:0. Peter Falter, der bereits das zweite Tor erzielte, stellte den 6:0-Endstand her. Bayer startete somit in der Saison 1974/75 im Oberhaus des deutschen Fußballs. Bayer wurde Tabellenletzter und stieg direkt wieder ab. Lenzke hatte 14 Bundesligaspiele bestritten.